# Moustapha Salifou
Moustapha Salifou (Lomé, 1983. június 1. –) togói középpályás labdarúgó.

## Pályafutása

### Klubok
Salifou futballista pályafutását szülővárosa AC Merlan nevű klubjában kezdte 1998-ban. 2002-ben a Rot-Weiß Oberhausen csapatához került, amely a Bundesliga 2-ben játszott. Négy szezont teljesített a német csapatban, ahol 33-szor léphetett pályára, és ezalatt 1 gólt szerzett. 2005-ben kölcsönadták a francia Stade Brestois-nak, de ott csak hét meccsen játszott. 2006-ban került a svájci FC Wil csapatához, itt egy szezon alatt 23 bajnoki mérkőzésen játszott, és két gólt szerzett.
2007. augusztus 31-én egyéves szerződést írt alá az Aston Villával, de a munkavállalási engedély megszerzésével problémák adódtak, ezért visszatért svájci csapatához. 2007. szeptember 25-én azonban mégis megkapta a szükséges engedélyt, és értesítették, hogy egy héten belül jelentkezzen Birminghamben, de ez csak október 18-án valósult meg. Salifou október 22-én mutatkozott be Angliában, az Aston Villa 21 év alatti csapatában, amikor is két gólt szerzett a Chelsea fiataljai ellen aratott 6–0-s mérkőzésen. Az első csapatban először 2008. január 12-én lépett pályára a Reading ellen, és a 3–1-re megnyert meccsen végigjátszotta a teljes 90 percet. Jóllehet nem játszott sokat, a szerződését az évad végén meghosszabbították újabb egy évvel. A 2008–09-es szezonban, 2008. november 6-án kezdőként lépett pályára a Villa Slavia Praha elleni UEFA-kupa meccsén. A bajnoki mérkőzéseken továbbra sem szerepelt, de öt UEFA-kupa mérkőzésen játszott, és egy gólt is szerzett. 2010–11-ben tagja volt az Aston Villa Premier League-keretének. Mivel azonban nem jutott játéklehetőséghez, 2011 januárjában részt vett egy próbajátékon az AS Monacónál. Visszatérése után az ifik közé került, és 2011. május 27-én a klub bejelentette, hogy nem hosszabbítják meg a szerződését.
2012-ben kétéves szerződést írt alá a német 1. FC Saarbrücken csapatával, amely a Regionális liga déli csoportjában szerepelt. Először csereként lépett pályára a Kickers Offenbach ellen, majd a Rot-Weiß Oberhausen ellen megszerezte első gólját. Moustapha Salifou a szezon végén elhagyta a Saarbrückent, és jelenleg (2013 áprilisa) nincs klubja.

### Válogatott
Salifou tagja a togói labdarúgó-válogatottnak, amellyel részt vett a 2006-os labdarúgó-világbajnokságon, és mindhárom csoportmérkőzésen.
2010. január 8-án, az afrikai nemzetek kupáján részt vevő togói labdarúgókat szállító buszt megtámadta egy fegyveres csoport. Többen meghaltak, illetve megsérültek, és a csapat visszalépett a küzdelmektől. Salifou is a buszon volt, de nem sérült meg. Az incidens után csak azt mondta: „Megijedtem, de minden rendben”.

## Fordítás
- Ez a szócikk részben vagy egészben  a   Moustapha Salifou című angol Wikipédia-szócikk ezen változatának fordításán alapul.  Az eredeti cikk szerkesztőit annak laptörténete sorolja fel. Ez a jelzés csupán a megfogalmazás eredetét és a szerzői jogokat jelzi, nem szolgál a cikkben szereplő információk forrásmegjelöléseként.